# Cá cờ đen
Cá cờ đen, còn gọi là cá cờ Huế, cá cờ than (danh pháp Macropodus spechti hoặc Macropodus concolor) là một loài cá trong họ Cá tai tượng, đây là loài đặc hữu của Việt Nam. Chúng sống ở các dòng suối trên đồi, vùng trũng, vũng nước tù và các mương thủy lợi trong đất nông nghiệp (những con kênh dẫn nước bên cạnh những ruộng lúa) ở các lưu vực sông Hương và sông Thu Bồn ở các tỉnh miền trung như Huế, Quảng Trị.

## Mô tả

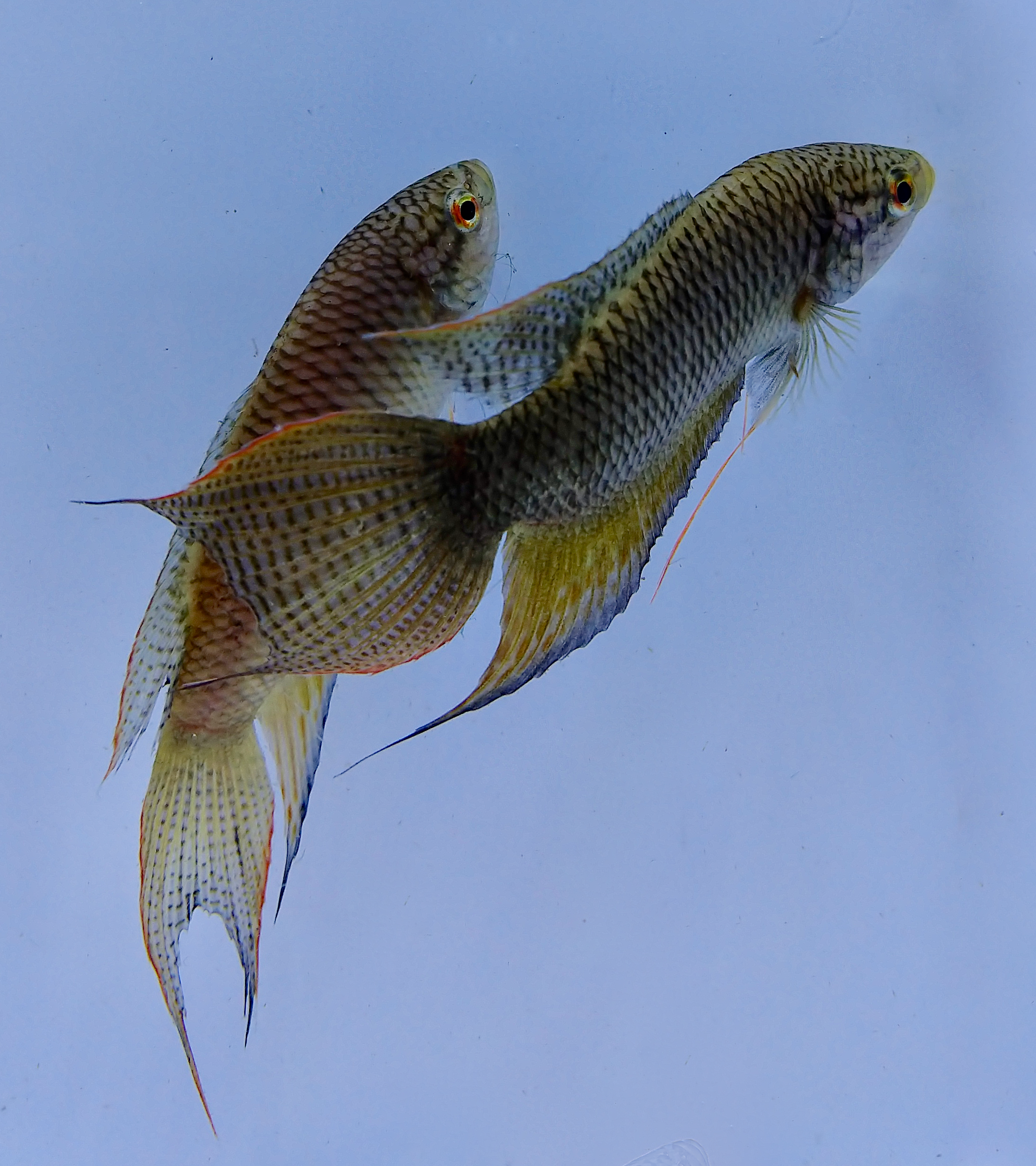
Hai con cá cờ đen đực

Loài này phát triển đến chiều dài 5,8 xentimét (2,3 in). 
Số lượng gai vây lưng (tia cứng): 11 - 15; tia vây lưng (tia mềm): 4 - 9; gai vây hậu môn: 17; tia vây hậu môn: 11 – 14; đốt sống: 28 – 30. Chấm trên nắp mang rất mờ hoặc không có, thân có 4-12 sọc rất nhạt màu trên nền nâu nhạt hay không có gì hết, đầu và lưng không có chấm đen, khe và viền vảy đậm màu hơn vảy, chóp vây bụng (hay còn gọi là kỳ) màu đỏ, chấm và sọc đen trên vây lưng và đuôi, phần phía trước của vây lưng và đuôi có màu xanh, tia đuôi kéo dài có màu trắng hay đen ở gần chóp. Nhìn chung, loài này có màu sắc tối hơn so với cá cờ sọc và cá cờ đỏ.

## Hành vi
Tương tự như họ hàng phổ biến hơn của nó - Macropodus opercularis, loài này có tính lãnh thổ cao, chúng rất hiếu chiến, nhất là trong mùa sinh sản.
Chúng cũng có tập tính sinh sản đặc trưng của họ Cá tai tượng là làm tổ bọt và ép trứng. Con đực sẽ giữ nhiệm vụ chăm sóc trứng và con non sau khi chúng nở.

## Môi trường sống
Sống ở miền nhiệt đới, trong môi trường nước ngọt, gần bề mặt, độ pH: 6.5 – 7.8; độ cứng dH: 20, nhiệt độ: 20 – 26 °C. Chúng rất khỏe trong môi trường tự nhiên, thích hợp với hầu hết các điều kiện nước và có thể sống sót trong cả những môi trường khắc nghiệt như bùn lầy vào mùa khô, ao tù nước đọng hoặc thậm chí là cống rãnh. Chúng có thể sống nơi nước đục và nghèo oxy hoà tan nhờ khả năng lấy oxy trực tiếp từ không khí bằng cơ quan gọi là mê lộ (labyrinth).

## Chế độ ăn uống
Tương tự cá cờ sọc, chúng là động vật ăn thịt, thức ăn chủ yếu ngoài tự nhiên là côn trùng và động vật không xương sống.

## Giá trị sử dụng
Loài cá được nuôi làm cảnh, không có giá trị trong ngư nghiệp và chăn nuôi.
Cá cờ đen cũng được dùng để giải trí bằng cách cho cá đực chọi nhau như cá cờ sọc.